# 2013년 12월
| 2013년: 1월 · 2월 · 3월 · 4월 · 5월 · 6월 · 7월 · 8월 · 9월 · 10월 · 11월 · 12월 |

| <            | 2013년 12월 | 2013년 12월 | 2013년 12월 | 2013년 12월 | 2013년 12월 | >          |
| 일           | 월          | 화          | 수          | 목          | 금          | 토         |
| 1 10.29 신축 | 2 30 임인   | 3 11.1 계묘 | 4 2 갑진    | 5 3 을사    | 6 4 병오    | 7 5 정미   |
| 8 6 무신     | 9 7 기유    | 10 8 경술   | 11 9 신해   | 12 10 임자  | 13 11 계축  | 14 12 갑인 |
| 15 13 을묘   | 16 14 병진  | 17 15 정사  | 18 16 무오  | 19 17 기미  | 20 18 경신  | 21 19 신유 |
| 22 20 임술   | 23 21 계해  | 24 22 갑자  | 25 23 을축  | 26 24 병인  | 27 25 정묘  | 28 26 무진 |
| 29 27 기사   | 30 28 경오  | 31 29 신미  |             |             |             |            |

| - 12월 23일 - 미하일 칼라시니코프 (러시아 무기 설계자) - 12월 5일 - 넬슨 만델라 (前 남아프리카 공화국 대통령) - 12월 15일 - 칠레 대통령 선거 결선투표 편집하기 |

## 2013년 12월 30일 (월요일)
사회
- 한국철도공사 노동조합이 22일간 지속된 파업을 철회하다.

## 2013년 12월 26일 (목요일)
정치
- 아베 신조 일본 총리대신이 총리로서는 7년 4개월만에 야스쿠니 신사를 참배하다.

## 2013년 12월 17일 (화요일)
정치
- 앙겔라 메르켈이 연방하원의 631석 중 462석의 찬성을 얻어, 독일의 3선 총리로 정식 선출되다.

## 2013년 12월 15일 (일요일)
선거
- 미첼 바첼레트가 대선에서 칠레의 대통령으로 선출되다.

## 2013년 12월 14일 (토요일)
정치
- 남수단에서 육군 파벌 일부가 쿠데타를 일으켜, 500여 명의 사망자가 발생하다.

과학
- 중화인민공화국의 달 탐사위성인 창어 3호가 달 표면의 훙완 구역에 성공적으로 착륙하다.

## 2013년 12월 12일 (목요일)
경제
- 한국은행 금융통화위원회가 기준금리를 2.50%로 동결하다.

사회
- 장성택 조선민주주의인민공화국 조선로동당 중앙정치국 위원이 종파적 행위를 한 죄목으로 사형에 처해지다.

## 2013년 12월 10일 (화요일)
문화
- 스웨덴 스톡홀름 그랜드호텔에서 2013년 노벨상 수상식이 열리다.

## 2013년 12월 9일 (월요일)
사회
- 한국철도공사 노조가 수서발 KTX 법인 설립 논란으로 지도부와의 대화 끝에 파업에 돌입하다.

## 2013년 12월 8일 (일요일)
정치
- 대한민국 국방부가 대한민국의 방공식별구역을 변경하여 확정 발표하다.

## 2013년 12월 5일 (목요일)
부고
- 넬슨 만델라 전 남아프리카 공화국 대통령이 95의 나이로 타계하다.

## 2013년 12월 2일 (월요일)
과학
- 중화인민공화국이 쓰촨성 시창 위성발사센터에서 달 탐사위성인 창어 3호를 성공적으로 발사하다.

## 2013년 12월 1일 (일요일)
사고
- 미국 뉴욕주 뉴욕 시 브롱크스에서 열차가 탈선하는 사고가 일어나, 사망자 4명을 포함한 71명의 사상자가 발생하다.

스포츠
- K리그 클래식에서 포항 스틸러스가 우승을 차지하다.